# Стерхов, Дмитрий Сергеевич
Дмитрий Сергеевич Стерхов (род. 25 марта 1987) — российский дзюдоист, чемпион и призёр чемпионатов России, призёр Универсиад, чемпион мира среди студентов, обладатель Кубка мира, мастер спорта России международного класса.

## Спортивные достижения
- Чемпионат России по дзюдо 2007 — ;
- Чемпионат России по дзюдо 2012 — ;